# ジャーヌ・バトリ
ジャーヌ・バトリ（仏: Jane Bathori, 1877年6月14日 - 1970年1月25日）は、フランスのメゾゾプラノ歌手。生前は非常に有名なオペラ界の巨星であった。

## 略歴
パリ出身で本名はジャンヌ＝マリー・ベルチエ（Jeanne-Marie Berthier）といった。
当初はピアノを学び、演奏会ピアニストになることを計画していたが、やがて声楽に転向し、1898年にラ・ボディニエール小劇場においてポール・ヴェルレーヌを称える演奏会が行われた際に、職業歌手としてデビューを果たした。同年、パリ音楽院管弦楽団演奏協会大演奏会にデビューして、ガブリエル・フォーレの《ヴィーナスの誕生（La Naissance de Vénus）》やカミーユ・サン＝サーンスの《死者のためのミサ曲（Messe de Requiem）》の上演に参加した。1899年から1900年のシーズンにおいては、メゾソプラノのオペラ歌手としてナントにデビューしている。
1900年代初頭に、30歳年長のピエール＝エミール・エンジェル（Pierre-Emile Engel, 1847年生）の指導を受け、1905年（一説には1908年）にエンジェルと結婚した。
1917年にヴィユ・コロンビエ劇場（ヴュー・コロンビエール劇場、Théâtre du Vieux-Colombier）の監督に就任。当時フランスの新進作曲家であった、ルイ・デュレ、アルテュール・オネゲル、ダリウス・ミヨー、ジェルメーヌ・タイユフェール 、フランシス・プーランク、ジョルジュ・オーリックらのコンサートを行い、後の「フランス6人組」が結成されるきっかけを作った。
第1次大戦後は、スカラ座に出演するなどヨーロッパ各地の大劇場で活動した。1930年代にはアルゼンチンのコロン劇場に出演し、第二次世界大戦中にナチス・ドイツがフランスに進駐すると、ブエノスアイレスに居残った。
戦後に帰国して数多くの後進の指導に当たり、高齢になると演奏会から引退したが、伴奏者としては演奏活動を続け、1945年にピアノ伴奏でマドレーヌ・グレイと共演している。『ドビュッシーが自作で教える歌唱法』といった著作も遺した。
1970年1月25日、パリに永眠し、ペール・ラシェーズ墓地に埋葬された。

## 評価
バトリは同時代の近代フランス歌曲の普及に努めた声楽家として知られ、ラヴェルの連作歌曲集《博物誌》の初演にも関わっている。1920年代初頭に「六人組」の時代になると、その主要な同人の作品を擁護した。また1902年1月31日には、ルイ・デュレの《海底の春（フランス語: Printemps au fond de la mer）》を初演している。
ドーン・アップショーは、1991年3月にシャンゼリゼ劇場において、「ジャーヌ・バトリへのオマージュ」と題するコンサートを行なった。そのライブ音源は、同名でCD化されて頒布されている。